# Ron « Pigpen » McKernan
Pour les articles homonymes, voir McKernan.
Ronald C. “Pigpen” McKernan, né le 8 septembre 1945 à San Bruno et mort le 8 mars 1973  à Corte Madera, est un membre fondateur du groupe de rock Grateful Dead. Il a assuré dans le groupe à la fois les rôles de chanteur, d'harmonica, d'organiste, de percussionniste et parfois de guitariste.

## Biographie

### Les premières années
Ronald McKernan est né à San Bruno, Californie.
Il a grandi au milieu d'amis afro-américains , et a toujours été très marqué par la musique (le blues et le gospel) et la culture noires. Il a quitté rapidement le lycée en accord avec le directeur.
On dit souvent que Jerry Garcia aurait donné à Ron McKernan son surnom de «Pigpen», mais en fait, c'est un copain de lycée appelé Roger qui lui a donné le surnom en référence au personnage des Peanuts, ami de Charlie Brown et sur l'approche funky de la vie .
À l'âge de 16 ans, il jouait du blues avec Peter Albin, futur bassiste de Big Brother and the Holding Company.
Jerry Garcia le remarque et fera de lui le chanteur de blues de toutes "jam" lors des concerts. Il a participé à tous les groupes qui ont précédé la formation du Grateful Dead; les Zodiacs, puis Mother McCree's Uptown Jug Champions.

### Les années Grateful Dead
En 1967 et 1968 respectivement, Mickey Hart et Tom Constanten ont rejoint Grateful Dead, faisant évoluer le groupe du blues vers un genre plus psychédélique influencé par le jazz d'avant-garde et les musiques traditionnelles. Il reste dans le groupe, assurant sur scène chant et percussions, tout en apportant quelques compositions marquées par le blues et la country.
En 1970, Ronald C. McKernan a commencé à éprouver des problèmes hépatiques d'origine congénitale aggravés par ses années de boisson excessive. Malheureusement, épuisé par la tournée en Europe, durant laquelle est enregistré le live Europe '72, sa santé se dégrade au point qu'il ne peut plus ni voyager ni participer aux concerts du groupe. le concert du 17 juin 1972 à l'Hollywood Bowl de Los Angeles en Californie constitue sa dernière apparition sur scène. Il refuse ensuite de rencontrer les membres du Grateful Dead expliquant : « Je ne veux pas que vous soyez près de moi quand je mourrai. »[réf. incomplète]

### Sa mort prématurée
Le 8 mars 1973, il a été trouvé mort par hémorragie digestive dans sa maison de Corte Madera en Californie. Il est enterré au Alta Mesa Memorial Park d'Alta (parcelle de terrain : Hillview Sec.Bb16 Lot 374) à Palo Alto, en Californie. Sur sa tombe est inscrit :